# Limenitis justina
Limenitis justina är en fjärilsart som beskrevs av Felder 1861. Limenitis justina ingår i släktet Limenitis och familjen praktfjärilar. Inga underarter finns listade i Catalogue of Life.